# Hieracium confertum
Hieracium confertum es una especie de planta con flor del género Hieracium, de la familia Asteraceae, orden Asterales.

## Distribución
Hieracium confertum se distribuye por Suecia.

## Taxonomía
Fue descrita científicamente por (Lindeb.) Lindeb. ex Dahlst. Fue publicada en Exsicc. (Herb. Hierac. Scand.) 13: n.° 83 (1900).